# Příčný a Dlouhý Cejl
Příčný a Dlouhý Cejl (německy Quer und Lange Zeil) je bývalé předměstí v Hustopečích v okrese Břeclav. Do roku 1950 se také jednalo o samostatné katastrální území.

## Historie
Jihovýchodní předměstí Hustopečí tvořily ulice Dlouhý Cejl a Příčný Cejl. Právě Dlouhým Cejlem procházela hlavní cesta z Brna, přes hustopečské náměstí a Podivínskou bránu dále na Břeclav. V první čtvrtině 19. století tvořily toto předměstí dvě navzájem kolmé ulice, Příčný Cejl (dnešní ulice Palackého) a Dlouhý Cejl (dnešní ulice Herbenova), respektive jeho západní uliční fronta. Východní uliční čára byla částečně zastavěna jen v severní části a spadala do katastru Hustopečí.
V roce 1880 založil v Hustopečích svoji tiskárnu Ludvík Masaryk, kterého finančně podporoval jeho bratr Tomáš. Budova tiskárny byla postavena na Dlouhém Cejlu (dnes společenský dům na adrese Herbenova 4) a v roce 1890 ji převzal Wilhelm Seidel, neboť Ludvík Masaryk přesunul své podnikání do Prahy.
Ve 20. století byly podél říčky Štinkovky vybudovány na katastru Příčného a Dlouhého Cejlu průmyslové areály, podél nichž byl v 60. letech 20. století postaven silniční průtah městem (ulice Bratislavská). V roce 1950 byla provedena katastrální reforma Hustopečí a katastr Příčného a Dlouhého Cejlu byl začleněn do katastru města.

## Galerie

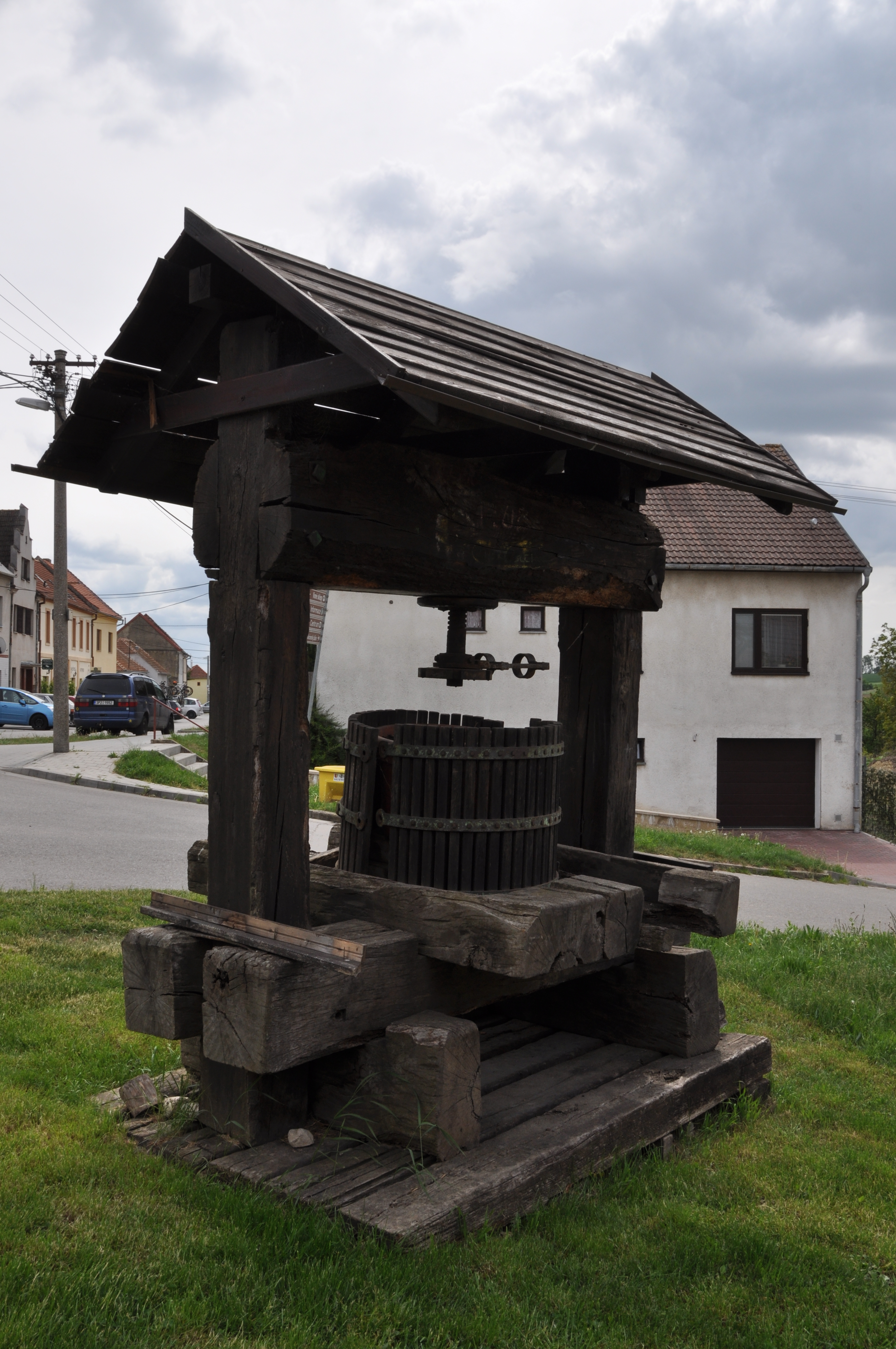
Historický vinný lis na křižovatce ulic Palackého a Herbenovy
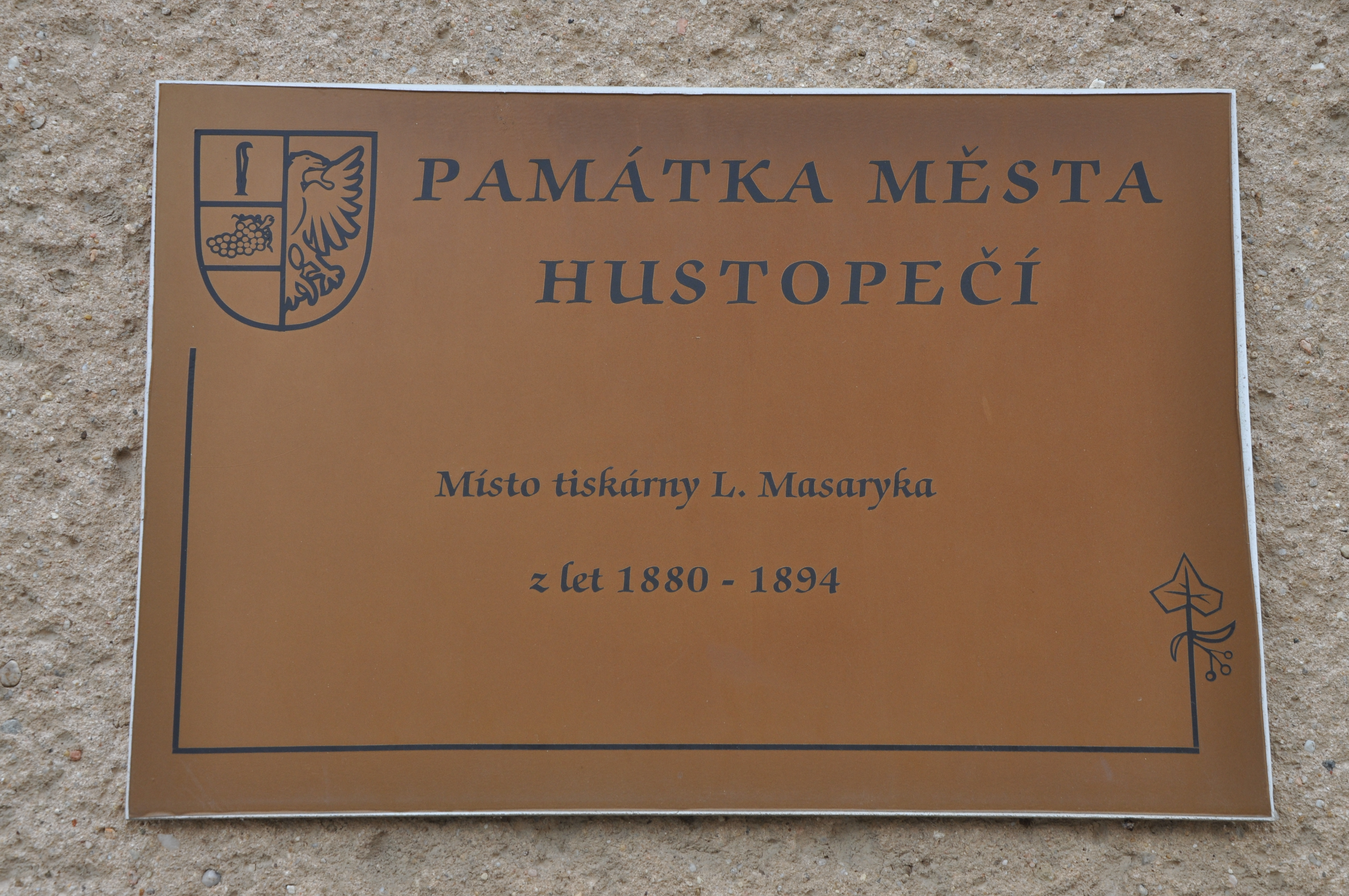
Informační tabulka na bývalé tiskárně Ludvíka Masaryka
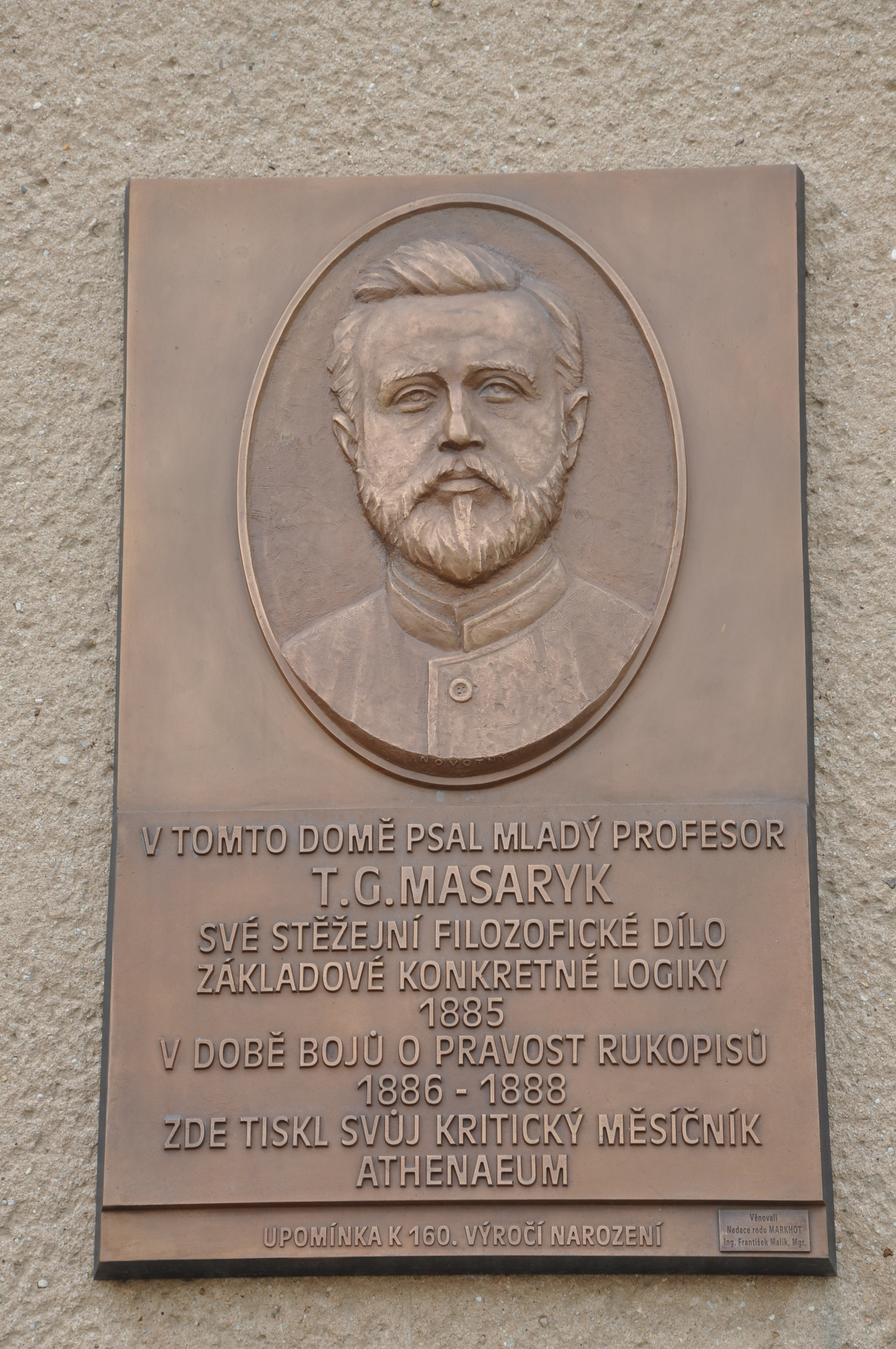
Pamětní deska T. G. Masaryka